# Gian Simmen
Gian Simmen (* 19. února 1977, Chur) je bývalý švýcarský snowboardista. Na olympijských hrách v Naganu roku 1998 vyhrál závod na U-rampě, při historické premiéře této disciplíny na olympiádě. Dokázal to jako outsider soutěže. Krom toho je z U-rampy dvojnásobným mistrem světa (2001, 2002). Jeho nejlepším výsledkem na mistrovství Evropy bylo třetí místo (1998). Na olympijských hrách v Salt Lake City roku 2002 byl vlajkonošem švýcarské výpravy. Svůj poslední profesionální závod jel 17. ledna 2013 na O'Neill Evolution v Davosu. Od té doby se soustředí na točení snowboardových filmů a focení, pracuje též jako expert pro švýcarskou televizi. Je synovcem bývalého švýcarského hokejisty Jöriho Mattliho.